# 張體乾
張體乾（1525年—？），字惟健，號衢泉，直隸真定衛右所旗籍，山西汾州人，明朝政治人物。同進士出身。

## 生平
嘉靖二十二年（1543年）癸卯科順天府鄉試第六十三名舉人。嘉靖四十四年（1565年）中式乙丑科會試第三百五十二名，三甲第二百三十四名進士。兵部观政，四十五年二月授临朐县知县，隆慶三年（1569年）四月擢户部主事，四年七月晉郎中，陕西延绥管粮。万历五年（1577年）四月降睢州知州，致仕。

## 家族
曾祖張隆；祖父張瓉；父張志淳，庠生，累赠郎中。前母孫氏；李氏。弟體震、體壮，俱庠生；體觀、體節。